# Уравнения Эйлера
В физике, Уравнения Эйлера описывают вращение твердого тела в системе координат, связанной с самим телом.

## Вывод
В системе отсчёта стороннего наблюдателя уравнения вращательного движения имеют вид
{\displaystyle {\frac {d\mathbf {L} }{dt}}\ {\stackrel {\mathrm {def} }{=}}\ {\frac {d}{dt}}\left(\mathbf {I} \cdot {\boldsymbol {\omega }}\right)=\mathbf {M} }
В таком виде уравнения мало применимы для практики, поскольку, в общем случае, оба компонента момента импульса — тензор момента инерции и псевдовектор угловой скорости — зависят от времени. Идея Эйлера состояла в том, чтобы перейти в систему отсчёта, жёстко связанную с вращающимся телом. В этой системе тензор момента инерции постоянен, и его можно вынести за производную. Для дальнейшего упрощения мы выбираем в качестве фиксированных осей тела его главные оси инерции. Таким образом мы можем разделить изменение углового момента на компонент, который описывает изменение величины {\displaystyle \mathbf {L} } и компонент, который компенсирует это изменение в направлении {\displaystyle \mathbf {L} }.
Тогда уравнения принимают вид:
{\displaystyle \left({\frac {d\mathbf {L} }{dt}}\right)_{\mathrm {relative} }+\mathbf {\omega } \times \mathbf {L} ={\frac {d\mathbf {L} }{dt}}=\mathbf {N} }
где {\displaystyle \mathbf {L} } — угловой момент тела по отношению к пространственным осям, {\displaystyle \left({\frac {d\mathbf {L} }{dt}}\right)_{\mathrm {relative} }} — изменение углового момента тела по отношению к его фиксированным осям, {\displaystyle \mathbf {\omega } } скорость изменения углов Эйлера осей, связанных с телом, по отношению к пространственным осям, и {\displaystyle \mathbf {N} } — внешний вращающий момент.
если мы заменим {\displaystyle \mathbf {L} } его компонентами {\displaystyle I_{1}\omega _{1}\mathbf {e} _{1}+I_{2}\omega _{2}\mathbf {e} _{2}+I_{3}\omega _{3}\mathbf {e} _{3}}, то мы можем заменить {\displaystyle {\frac {d\mathbf {L} }{dt}}} выражением {\displaystyle I_{1}{\dot {\omega }}_{1}\mathbf {e} _{1}+I_{2}{\dot {\omega }}_{2}\mathbf {e} _{2}+I_{3}{\dot {\omega }}_{3}\mathbf {e} _{3}+{\frac {d\mathbf {e} _{1}}{dt}}\omega _{1}I_{1}+{\frac {d\mathbf {e} _{2}}{dt}}\omega _{2}I_{2}+{\frac {d\mathbf {e} _{3}}{dt}}\omega _{3}I_{3}}. если мы выберем базовые вектора {\displaystyle (\mathbf {e} _{1},\mathbf {e} _{2},\mathbf {e} _{3})} совпадающими с главными осями инерции тела, то первые три слагаемых равны {\displaystyle \left({\frac {d\mathbf {L} }{dt}}\right)_{\mathrm {relative} }}, а остальные три — это {\displaystyle \mathbf {\omega } \times \mathbf {L} }.
Тогда уравнения Эйлера в компонентной форме примут вид:
{\displaystyle {\begin{matrix}N_{1}&=&I_{1}{\dot {\omega }}_{1}+(I_{3}-I_{2})\omega _{2}\omega _{3}\\N_{2}&=&I_{2}{\dot {\omega }}_{2}+(I_{1}-I_{3})\omega _{3}\omega _{1}\\N_{3}&=&I_{3}{\dot {\omega }}_{3}+(I_{2}-I_{1})\omega _{1}\omega _{2}\\\end{matrix}}}
Также возможно использовать эти три уравнения, если оси, в которых записан {\displaystyle \left({\frac {d\mathbf {L} }{dt}}\right)_{\mathrm {relative} }} не связаны с телом. Тогда {\displaystyle \mathbf {\omega } } должен быть заменён вращением осей вместо вращения тела. Тем не менее, всё ещё требуется, чтобы выбранные оси были главными осями инерции! Эту форму уравнений Эйлера удобно использовать для объектов, обладающих вращательной симметрией, что позволяет произвольно выбирать некоторые из главных осей инерции.
Из этой системы уравнений прямо следует существование эффекта Джанибекова.

## Вид уравнений в произвольной локальной системе координат
Возможен выбор локальной системой, не совпадающей с главными осями инерции тела. В этом случае уравнения принимают вид
{\displaystyle N_{s}=I_{sq}{\dot {\omega }}_{q}+\varepsilon _{stp}\omega _{t}I_{pq}\omega _{q},}
где {\displaystyle I_{sq}} - тензор инерции тела в выбранной локальной системе координат.